# Pierre Henry Ernest Letorey
Pierre Henry Ernest Letorey (* 2. November 1867 in Rouen; † 31. Dezember 1947 in Concarneau) war ein französischer Komponist und Orchesterdirigent.

## Leben und Werk
Pierre Henry Ernest Letorey war Schüler von Émile Pessard am Pariser Konservatorium.
Er wirkte als Orchesterdirigent in Paris. Ab 1926 war er Vorsitzender der Chambre syndicale francaise de compositeurs de musique.
Pierre Henry Ernest Letorey schrieb als Komponist Instrumental- und Vokalwerke.